# لاجوس سزيجيتي
لاجوس سزيجيتي (بالمجرية: Szigeti Lajos)‏ (27 نوفمبر 1906 – 27 أبريل 1974) هو ملاكم مجري راحل، مثّل بلاده في الألعاب الأولمبية الصيفية في دورتي 1932 و1936.

## روابط خارجية
لاجوس سزيجيتي على موقع أوليمبيديا (الإنجليزية)